# Armada (roman)
Pour les articles homonymes, voir Armada.
Armada (titre original : Armada) est un roman de science fiction écrit par Ernest Cline paru en 2015 puis traduit en français et publié en 2018.

## Résumé
Zack Lightman, lycéen américain à Beaverton dans l'Oregon, est l'un des meilleurs joueurs du monde d'Armada, un jeu vidéo en ligne de simulation de vol et de combats aériens spatiaux et dans lequel l'Alliance de Défense Terrestre ou ADT tente de sauver la Terre d'une invasion extraterrestre. Un jour, Zack aperçoit depuis la fenêtre de sa classe un vaisseau spatial qui ressemble à ceux du jeu Armada. Il rentre immédiatement chez lui pour parcourir les cahiers laissés par son père Xavier Lightman, décédé dans un accident peu après sa naissance. Ces cahiers présentent une théorie du complot impliquant des films (Star Wars, Le Vol du Navigateur, Starfighter), des romans (La Stratégie Ender) et des jeux vidéo sur les invasions extraterrestres et les simulations militaires. Plus tard, dans la boutique de jeux vidéo où Zack travaille à temps partiel, son patron, Ray Wierzbowski, lui offre la manette de jeu la plus perfectionnée pour Armada, en guise de cadeau de fin d'études. Il l’essaye lors d’une des nouvelles missions spéciales qui consiste à attaquer la planète des extraterrestres, mais l’équipe de la Terre échoue.
Le lendemain matin, alors que Zack est en train de se battre devant son école avec sa tête de turc Douglas Knotcher, une navette portant le logo de l'ADT atterrit à proximité. 
Plusieurs passagers en descendent et parmi eux se trouve Ray Wierzbowski. Il invite Zack à le rejoindre dans la navette et ils s'envolent à destination d'une installation militaire secrète dans le Nebraska, la base Crystal Palace (nom de code pour "Base de Commandement Stratégique n°14 de l'Arche de La Défense Terrestre"). Là, il apprend que l'ADT est réelle, qu’il existe effectivement des extraterrestres venant d'Europe, une des lunes de Jupiter, et que ces derniers envisagent d’envahir la Terre avec les mêmes vaisseaux que ceux utilisés dans le jeu Armada, et que l'ADT utilisait Armada afin identifier et former des soldats qualifiés dans le but de piloter des navettes à distance. L'ADT lui révèle que les Europians ont planifié une attaque à grande échelle en trois phases devant se dérouler en moins de huit heures. Peu de temps après le briefing, la base Crystal Palace est attaquée par des vaisseaux extraterrestres. Au cours de cette attaque, Zack désobéit aux ordres en poursuivant un navire envahisseur dans l'un des tunnels permettant d'accéder à la base, empêchant ainsi la fermeture automatique du tunnel et permettant au vaisseau ennemi de détruire plusieurs centaines de drones de l'ADT. Bien que Zack soit réprimandé par l'amiral Archibald Vance pour cette action, il est déployé, en compagnie d'autres joueurs parmi les plus performants d'Armada, sur la base Alpha située sur la face cachée de la Lune. Il y fait la rencontre de son père, Xavier Lightman, dont la mort a été simulée afin qu'il puisse prendre part à la guerre contre les extraterrestres. Xavier Lightman est désormais général dans l'armée de l'ADT.
Lors de la première vague d'attaque, la base lunaire de l'ADT subit les assauts de drones europians. Les nouvelles recrues tentent de la défendre, mais échouent finalement et s'enfuient vers la Terre. Zack et surtout son père pensent que toute l'invasion europiane est un test pour découvrir comment la Terre réagirait à une menace qui mettrait fin à sa civilisation. En effet, à plusieurs reprises dans le passé ainsi que durant cette vague d'attaque, les extraterrestres auraient facilement pu les anéantir, ce qu'ils n'ont jamais fait, leur permettant au contraire de toujours repousser leurs assauts dans les années précédentes. L'affrontement entre la Terre et Europe a commencé il y a plusieurs décennies quand un vaisseau terrien appelé Icebreaker avait été envoyé vers Europe, ce qui fait penser à Xavier Lightman que les Europians avaient pris cet envoi pour une déclaration de guerre. Le père et son fils se rendent compte qu'un deuxième Icebreaker vient d'être déployé pour exploser sur Europe à peu près au moment de la deuxième vague d'attaque, ce qui entraînerait de façon certaine une destruction mutuelle. Au cours de la deuxième vague, Xavier attaque une base de l'ADT contenant les pilotes qui escortent l'Icebreaker et se sacrifie. Zack active ensuite ses drones près d'Europe pour vaincre l'escorte restante et détruire l'Icebreaker, ce qui provoque l'arrêt immédiat de l'attaque des vaisseaux extraterrestres. Un icosaèdre décolle alors d'Europe et s'identifie comme l'Émissaire, une machine créée par une communauté galactique de civilisations appelée la Sodalité. À la suite de la première utilisation d'une arme nucléaire sur la Terre, l'Émissaire a orchestré depuis des décennies une situation d'affrontement potentiel afin de faire passer un test à l'humanité pour voir si elle pouvait exister pacifiquement face à une autre espèce. À la suite de l'action de Zack, l'Émissaire déclare que la Terre a passé le test avec succès et il propose que la Terre adhère à la Sodalité. Zack accepte de la part de la Terre et la troisième vague de navires extraterrestres arrive pour aider les survivants, restaurer la planète et partager des technologies médicales et énergétiques. Zack accepte un peu plus tard un travail d'ambassadeur auprès de la Sodalité, afin d’enquêter sur les motivations des extraterrestres, redoutant qu'elles ne soient pas aussi bonnes qu'il n'y paraît au premier abord.

## Œuvres citées dans le roman
Le roman cite de nombreuses œuvres de fiction, principalement des années 1980, faisant partie de la « geekosphère » :
- jeux de rôle :
  - Advanced Dungeons and Dragons (Gary Gygax et Dave Arneson, 1978),
  - GURPS (Steve Jackson, 1986),
  - Champions (George MacDonald (en) et Steve Peterson (en), 1981),
  - Star Frontiers (en) (TSR, 1982),
  - Spacemaster (en) (Kevin Barrett et Terry K. Amthor (en), 1985) ;
- films :
  - Tron (Steven Lisberger, 1982),
  - Wargames (John Badham, 1983),
  - Starfighter (Nick Castle, 1984),
  - Aigle de fer (Sidney J. Furie, 1986),
  - Le Vol du Navigateur (Randal Kleiser, 1986) ;
- romans :
  - La Stratégie Ender (Orson Scott Card, 1985) ;
- jeux vidéo :
  - Starmaster (Alan Miller, 1982),
  - Dreadnaught Destroyer,
  - Laser Blast (en) (Activision, 1981),
  - Kaboom! (Larry Kaplan, 1981),
  - Vanguard (TOSE, 1981).

## Adaptation cinématographique
En décembre 2012, soit près de trois ans avant la publication du roman, Ernest Cline a annoncé la vente des droits d'adaptation cinématographique d'Armada à Universal Pictures pour un montant à sept chiffres.
En avril 2018, Universal confie l'écriture du scénario à Dan Mazeau (en), en collaboration avec Ernest Cline et les producteurs Dylan Clark et Dan Farah.

## Éditions
- Armada, Crown Publishing Group (en), 14 juillet 2015, 355 p.  (ISBN 978-0-8041-3725-6)
- Armada, Hugo Roman, coll. « Nouveaux mondes », 15 mars 2018, trad. Florence Dolisi, 400 p.  (ISBN 978-2-7556-3676-5)
- Armada, Pocket, coll. « Pocket Science-fiction » no 7223, 14 mars 2019, trad. Florence Dolisi, 480 p.  (ISBN 978-2-266-27008-3)